# 수성구 갑
수성구 갑은 대한민국의 국회의원 선거구이다. 대구광역시 수성구 일부를 관할한다. 현 지역구 국회의원은 국민의힘의 주호영이다.

## 역사
대한민국 제14대 국회의원 선거를 앞두고 수성구 선거구가 갑, 을로 분구되면서 신설되었다. 신설 당시 범어동, 만촌동, 황금동, 고산동이 수성구 갑을 이루고 나머지는 수성구 을이 되었다.

## 관할 구역
| 대수        | 관할 구역 |
| ----------- | --- |
| 14대        | 수성구 범어1동, 범어2동, 범어3동, 범어4동, 만촌1동, 만촌2동, 황금동, 고산1동, 고산2동                             |
| 15대        | 수성구 범어1동, 범어2동, 범어3동, 범어4동, 만촌1동, 만촌2동, 만촌3동, 황금1동, 황금2동, 고산1동, 고산2동          |
| 16대 ~ 현재 | 수성구 범어1동, 범어2동, 범어3동, 범어4동, 만촌1동, 만촌2동, 만촌3동, 황금1동, 황금2동, 고산1동, 고산2동, 고산3동 |

## 역대 국회의원
| 선거   | 정당 | 정당         | 의원   |
| ------ | ---- | ------------ | ------ |
| 1992년 |      | 민주자유당   | 박철언 |
| 1994년 |      | 신민당       | 현경자 |
| 1996년 |      | 자유민주연합 | 박철언 |
| 2000년 |      | 한나라당     | 김만제 |
| 2004년 |      | 한나라당     | 이한구 |
| 2008년 |      | 한나라당     | 이한구 |
| 2012년 |      | 새누리당     | 이한구 |
| 2016년 |      | 더불어민주당 | 김부겸 |
| 2020년 |      | 미래통합당   | 주호영 |
| 2024년 |      | 국민의힘     | 주호영 |

## 역대 선거 결과

### 대한민국 제14대 국회의원 선거
|  | 58.81% |

|  | 26.00% |

|  | 7.85% |

|  | 7.33% |

### 1994년 대한민국 재보궐선거
박철언 의원의 의원직 상실로 인해 치러진 1994년 대한민국 재보궐선거에서 신민당 현경자 후보가 당선되었다.

### 대한민국 제15대 국회의원 선거
|  | 53.34% |

|  | 23.67% |

|  | 10.09% |

|  | 4.75% |

|  | 4.50% |

|  | 2.16% |

|  | 0.57% |

|  | 0.48% |

|  | 0.41% |

### 대한민국 제16대 국회의원 선거
|  | 57.39% |

|  | 24.03% |

|  | 11.90% |

|  | 6.66% |

### 대한민국 제17대 국회의원 선거
|  | 60.33% |

|  | 22.39% |

|  | 12.21% |

|  | 4.15% |

|  | 0.50% |

|  | 0.40% |

### 대한민국 제18대 국회의원 선거
|  | 78.40% |

|  | 19.02% |

|  | 2.57% |

### 대한민국 제19대 국회의원 선거
|  | 52.77% |

|  | 40.42% |

|  | 3.34% |

|  | 2.28% |

|  | 1.17% |

### 대한민국 제20대 국회의원 선거
|  | 62.30% |

|  | 37.69% |

### 대한민국 제21대 국회의원 선거
|  | 59.81% |

|  | 39.29% |

|  | 0.45% |

|  | 0.43% |

### 대한민국 제22대 국회의원 선거
|  | 65.63% |

|  | 30.33% |

|  | 2.17% |

|  | 1.84% |